# 3350 Scobee
3350 Scobee eller 1980 PJ är en asteroid i huvudbältet som upptäcktes den 8 augusti 1980 av den amerikanske astronomen Edward L.G. Bowell vid Anderson Mesa Station. Den är uppkallad efter den amerikanska astronauten Dick Scobee som omkom i olyckan med rymdfärjan Challenger den 28 januari 1986.
Asteroiden har en diameter på ungefär 7 kilometer.